# Matej Falat
Matej Falat, född 8 februari 1993, är en slovakisk alpin skidåkare som ingick i det slovakiska lag som vann silver i lagtävlingen vid världsmästerskapen i alpin skidsport 2017.
Falat deltog vid olympiska vinterspelen 2014 där hans bästa placering blev 42:a platsen i super-G.